# Птерелај
Птерелај је у грчкој митологији био краљ Тафа, острва близу обале Акарнаније.

## Митологија
Према Аполодору и Паусанији, био је син Тафија у време када је Амфитрион кренуо у поход на његово острво или Телебоју. Био је Посејдонов унук и деда га је учинио бесмртним, дајући му обележје бесмртности преко златне влати у коси. Међутим, Птерелајева кћерка Комето, која се заљубила у Амфитриона, издала је оца и истргла му ту влат из косе, чиме је проузроковала његову смрт. Поред кћерке, Птерелај је имао синове који су ратовали против Електрионових синова. То су били Хромије, Тиран, Антиох, Херсидамант, Местор и Еуерет. Птерелајеви синови су тражили краљевство свог деде по мајци, Местора, Персејевог сина, које Електрион није хтео да им преда. Да би му се осветили, украли су му говеда, чиме су иницирали борбу, која је исходовала и Амфитрионовим учешћем, који је постао Електрионов зет. Међутим, у овој причи постоје неусаглашености. Најпре, Птерелај је био унук Хипотоје, Месторове кћерке, што значи да им он није био деда по мајци. Такође, Електрион је био Персејев син и тако Месторов брат, па је тешко за прихватити да је у време напада Птерелајевих синова он владао земљом. Они су били чукунунуци његовог брата.

## Тумачење
Значење имена Птерелај („ослобођен перја“) указује да је крилати фармакос, кога је свештеница богиње Атене бацала у море да умре, био заправо краљ окићен перјем, попут Кефала. Такође, Роберта Гревса је прича о златном прамену косе подсетила на причу о Самсону и Далили, али и још неке легенде у другим крајевима света. Према његовом писању, ради се о сукобу између краља и његовог војсковође. Краљ је симболизовао Сунце, односно жути увојци његове косе су представљали зраке. Краљ и војсковођа би се борили за наклоност Месечеве Богиње, која би издала краља током дугодневице, када му је одсецала косу.